# Las Canoras
Las Canoras, o también llamada Altiva, es una ranchería del municipio de Carbó ubicada en el centro del estado mexicano de Sonora, en la zona del desierto sonorense. La ranchería es la tercera localidad más habitada del municipio, ya que según los datos del Censo de Población y Vivienda realizado en 2020 por el Instituto Nacional de Estadística y Geografía (INEGI), Las Canoras (Altiva) tiene un total de 41 habitantes.

## Geografía
Las Canoras se sitúa en las coordenadas geográficas 29°44'02" de latitud norte y 110°54'59" de longitud oeste del meridiano de Greenwich, a una elevación de 506 metros sobre el nivel del mar.